# 小密早熟禾
小密早熟禾（学名：Poa densissima）为禾本科早熟禾属下的一个种。